# 茨城県道259号平潟港線

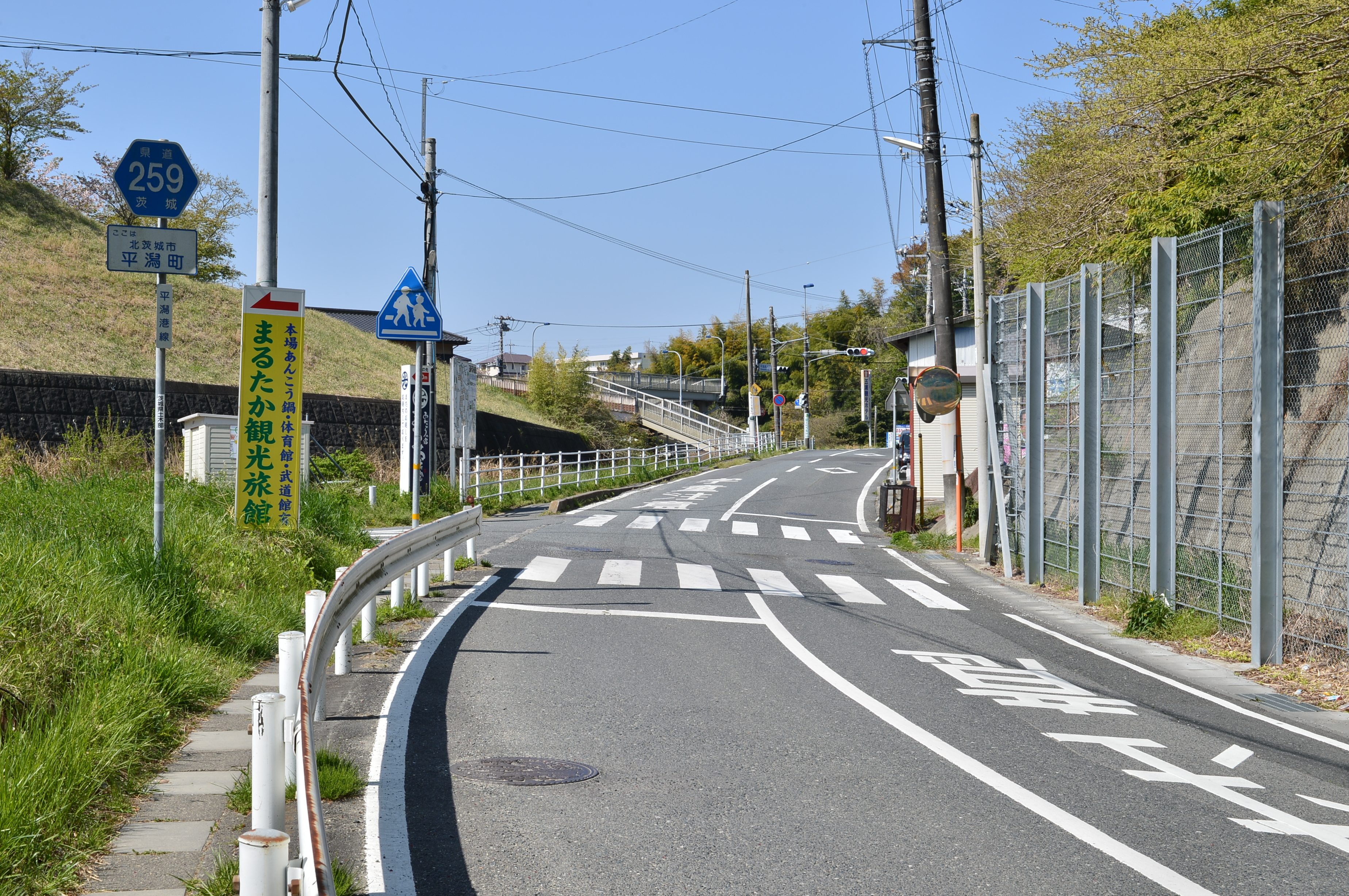
茨城県道259号平潟港線
北茨城市平潟町（2014年4月）

茨城県道259号平潟港線（いばらきけんどう259ごう ひらかたこうせん）は、茨城県北茨城市内の一般県道である。

## 概要
北茨城市の太平洋岸に面する平潟漁港から国道6号の平潟港交差点を結ぶアクセス道路で、平潟町集落の中心を南北に貫く重要な生活道路でもある。

### 路線データ
- 起点：茨城県北茨城市平潟町字井戸ノ入145番1地先（平潟港）[1]
- 終点：茨城県北茨城市平潟町（国道6号交点）
- 総延長：0.658 km[2]
- 重用延長：なし[2]
- 未供用延長：なし[2]
- 実延長：0.658 km[2]
- 自動車交通不能区間延長[注釈 1]：なし[2]

## 歴史
1959年（昭和34年）10月14日、新たな県道として茨城県北茨城市平潟町平潟港を起点とし、一級国道六号線交点を終点とする区間を本路線とする県道平潟港線として茨城県が県道路線認定した。
1995年（平成7年）に整理番号259となり現在に至る。

### 年表
- 1959年（昭和34年）10月14日
  - 市道が昇格し、現在の路線が路線認定される（図面対照番号312）[3]。
  - 道路の区域は、北茨城市平潟町平潟港から北茨城市平潟町の一級国道六号線交点までと決定される[4]。
- 1964年（昭和39年）7月3日：車両制限令第5条1項[注釈 2]に基づく指定（路線対象番号312 平潟港線：国道6号線分岐点 - 平潟港）を受ける[5]。
- 1995年（平成7年）3月30日：整理番号364から現在の番号（整理番号259）に変更される[6]。
- 2015年（平成27年）3月12日：起点・平潟港側の北茨城市平潟町地内の62 m区間を県道指定解除[1]。

## 路線状況
道路法の規定に基づき、北茨城市平潟（平潟港） - 同（平潟港入口交差点）間は、緊急輸送道路として機能を維持するため、災害発生時の被害拡大防止を目的に道路用地内に電柱を建てることが制限されている。

## 地理

### 通過する自治体
- 茨城県
  - 北茨城市

### 交差する道路
なし

### 沿線
- 平潟漁港
- 平潟港温泉